# Filjovskaja-lijn
De Filjovskaja-lijn (Russisch: Филёвская линия), of Lijn 4 is een metrolijn van de metro van Moskou. Deze metrolijn verbindt de twee wijken Dorogomilovo en Fili met het Kremlin, is 14,7 kilometer lang en telt dertien stations. Dagelijks maken gemiddeld 320.600 mensen gebruik van deze metrolijn en de eigenaar is de Moskovsky Metropoliten. De metrolijn is samengesteld uit de zijlijn van de eerste lijn en een bovengronds deel ten westen van Kievskaja. In 2005 is vanaf Kievskaja een kleine aftakking van twee haltes toegevoegd.

## Geschiedenis
Op 15 mei 1935 werd de eerste lijn van de Moskouse Metro geopend, deze bestond uit een hoofdlijn, de huidige lijn 1 en een zijlijn onder de Arbat. Na voltooiing van de brug (Metromost) over de Moskva werd op 20 maart 1937 de zijlijn verlengd naar het spoorwegstation Kievskaja waarmee zowel de spoorwegstations aan de ooskant als Kievskaja aan de westkant van de stad op de metro waren aangesloten. Op 13 maart 1938 werd de zijlijn zelfstandig als lijn 3 toen de splitsing bij Ochotny Rjad verviel en de sporen via een helling onder het Manegeplein werden verbonden met een geboorde tunnel naar het oosten. De lijn werd toen ten oosten van Komintern verlengd met de stations Plosjtsjad Revoljoetsi en Koerskaja. Stalin zag tijdens de Tweede Wereldoorlog de oorspronkelijke zijlijn als zeer kwetsbaar omdat die vlak onder het straatoppervlak is gebouwd en de nucleaire dreiging tijdens de koude oorlog sterkte zijn opvatting dat de stations geschikt moesten zijn als schuilkelder. Hij liet dan ook een vervangende diep gelegen tunnel bouwen tussen het Kremlin en Kievskaja. Toen de nieuwe tunnel op 5 april 1953 gereed was, werd de oorspronkelijke zijlijn gesloten. Chroesjtsjov was echter gecharmeerd van de elevated railways die hij in de Verenigde Staten had gezien en besloot tot aanleg van een -veel goedkoper- bovengronds traject voor de lijn naar het westen dat tussen 1957 en 1961 werd gebouwd. De stilgelegde oude zijlijn werd gerenoveerd en verbonden met het nieuwe bovengrondse traject ten westen van Kievskaja zodat lijn 4 ontstond die op 7 november 1958 werd heropend. Lijn 3 bleef via de diepe tunnel rijden, zodat tussen Kievskaja en het Kremlin extra vervoerscapaciteit beschikbaar kwam. In 2008 werd de diep gelegen tunnel van lijn 3 alsnog verder naar het westen doorgetrokken om bij Koentsevskaja bovengronds te komen. Het oorspronkelijke eindpunt van lijn 4, Molodeznaja, is sindsdien onderdeel van lijn 3 en Koentsevskaja het westelijke eindpunt van lijn 4. 

## Metrostations
Lijn 4 telt 13 stations, de aftakking meegerekend. De meest gebruikte lijn zonder aftakking telt 11 stations.
| Hoofdlijn          | Aftakking      | Overstappunt                                          | Foto | Geopend     | Nr  | Opmerkingen |
| ------------------ | -------------- | ----------------------------------------------------- | ---- | ----------- | --- | --- |
| Aleksandrovski Sad |                | (Biblioteka Imeni Lenina) (Arbatskaja) (Borovitskaja) |      | 15 mei 1935 | 054 | Geopend als Komintern, op 24 december 1946 omgedoopt in Kalininskaja. Op 5 april 1953 werd het station gesloten. Op 8 november 1958 werd het station heropend als eindpunt van lijn 4. Op 5 november 1990 werd het station omgedoopt in Aleksandrovski Sad. |
| Arbatskaja         |                |                                                       |      | 15 mrt 1935 | 055 | Op 5 april 1953 werd het station gesloten. Op 8 november 1958 werd het station heropend als onderdeel van lijn 4. |
| Smolenskaja        |                |                                                       |      | 15 mrt 1935 | 056 | Op 5 april 1953 werd het station gesloten. Op 8 november 1958 werd het station heropend als onderdeel van lijn 4. |
| Kievskaja          | Kievskaja      | BKV vonat symbol                                      |      | 20 mrt 1937 | 057 | Op 5 april 1953 werd het station gesloten. Op 8 november 1958 werd het station heropend als onderdeel van lijn 4. |
|                    | Delovoj Tsentr |                                                       |      | 10 sep 2005 |     | Geopend als Delevoj Tsentr (Zakencentrum), op 6 juni 2008 omgedoopt in Vystavotsjnaja (Tentoonstelling) |
|                    | Moskva-Sity    |                                                       |      | 30 aug 2006 |     | |
| Studentsjeskaja    |                |                                                       |      | 7 nov 1958  | 058 | |
| Koetoezovskaja     |                |                                                       |      | 7 nov 1958  | 059 | |
| Fili               |                |                                                       |      | 7 nov 1959  | 060 | |
| Bagrationovskaja   |                |                                                       |      | 13 okt 1961 | 061 | |
| Filjovski Park     |                |                                                       |      | 13 okt 1961 | 062 | |
| Pionerskaja        |                |                                                       |      | 13 okt 1961 | 063 | |
| Koentsevskaja      |                |                                                       |      | 5 jul 1965  | 064 | Sinds 7 januari 2008 is dit het westelijke eindpunt van lijn 4, het oorspronkelijke eindpunt is nu onderdeel van lijn 3 |